# Quamina Street
Quamina Street est une voie de Georgetown, capitale du Guyana.

## Description

### Situation et accès
Quamina Street est une voie de Georgetown située dans le quartier de Cummingsburg. Elle est jointe par Main Street.

### Dénomination
Anciennement appelée Murray Street, du nom du gouverneur de Guyane Britannique John Murray, la voie est renommée Quamina Street par le gouvernement du Guyana en 1984 à l’occasion du 150e anniversaire de l’émancipation des esclaves sur le territoire,.